# Oleksovická mokřina
Oleksovická mokřina je přírodní památka mezi obcemi Hostěradice a Oleksovice v okrese Znojmo, v nadmořské výšce 205–210 metrů.

## Předmět ochrany
Důvodem ochrany jsou rákosové porosty v nivě potoka Skaličky, lemované na okrajích keřovými až stromovými olšinami a vrbinami a střídané místy kulturním lesem vhodné druhové skladby (měkký luh). Na rostlinná společenstva se váže řada chráněných, ohrožených druhů živočichů.